# Johann Christian Koppe (Bibliothekar)

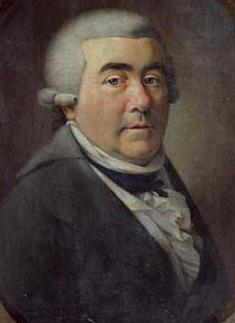
Johann Christian Koppe, zeitgenössisches Ölgemälde, Universität Rostock

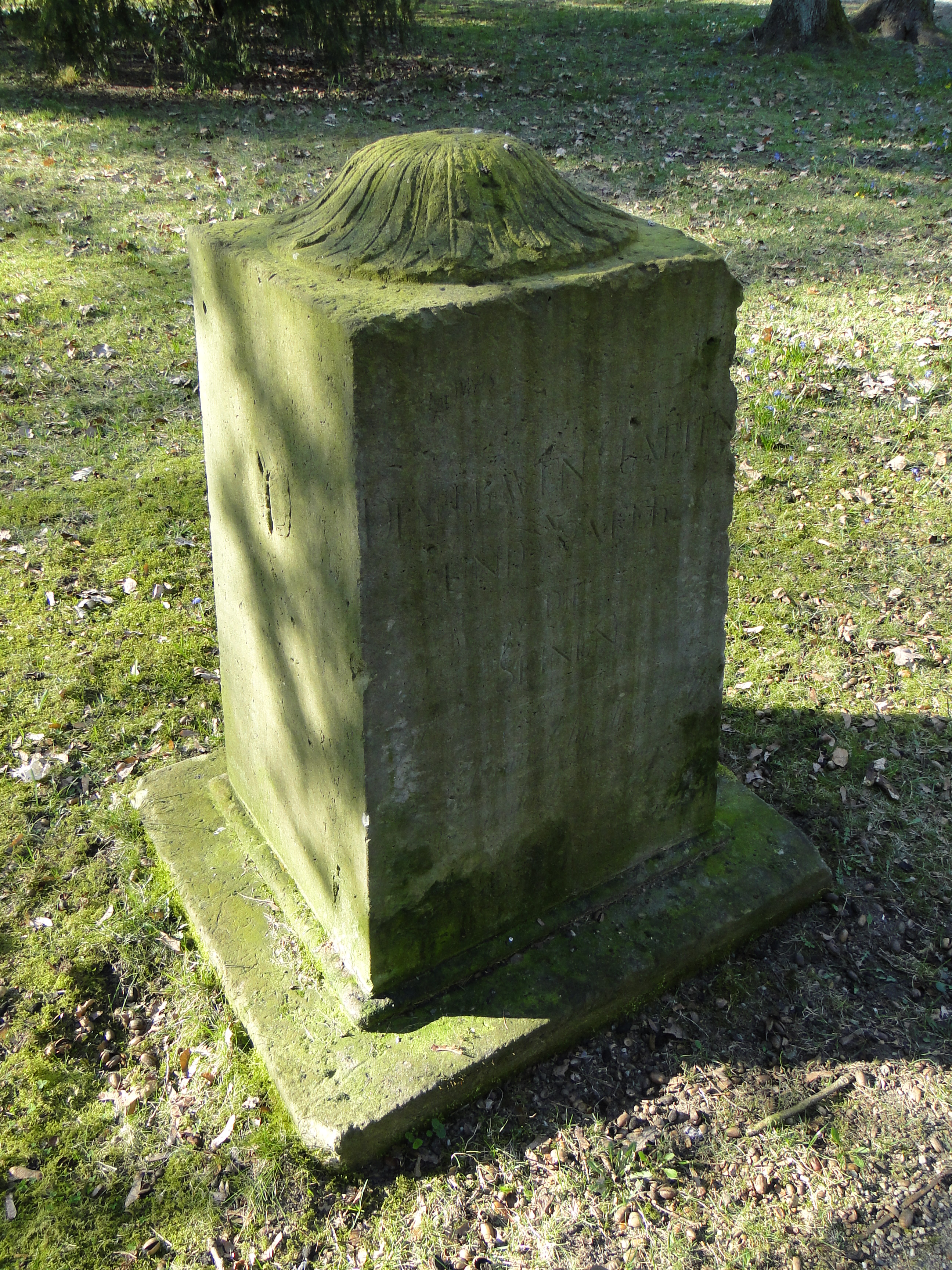
Grabstein Koppes auf dem Alten Friedhof in Parchim (2013)

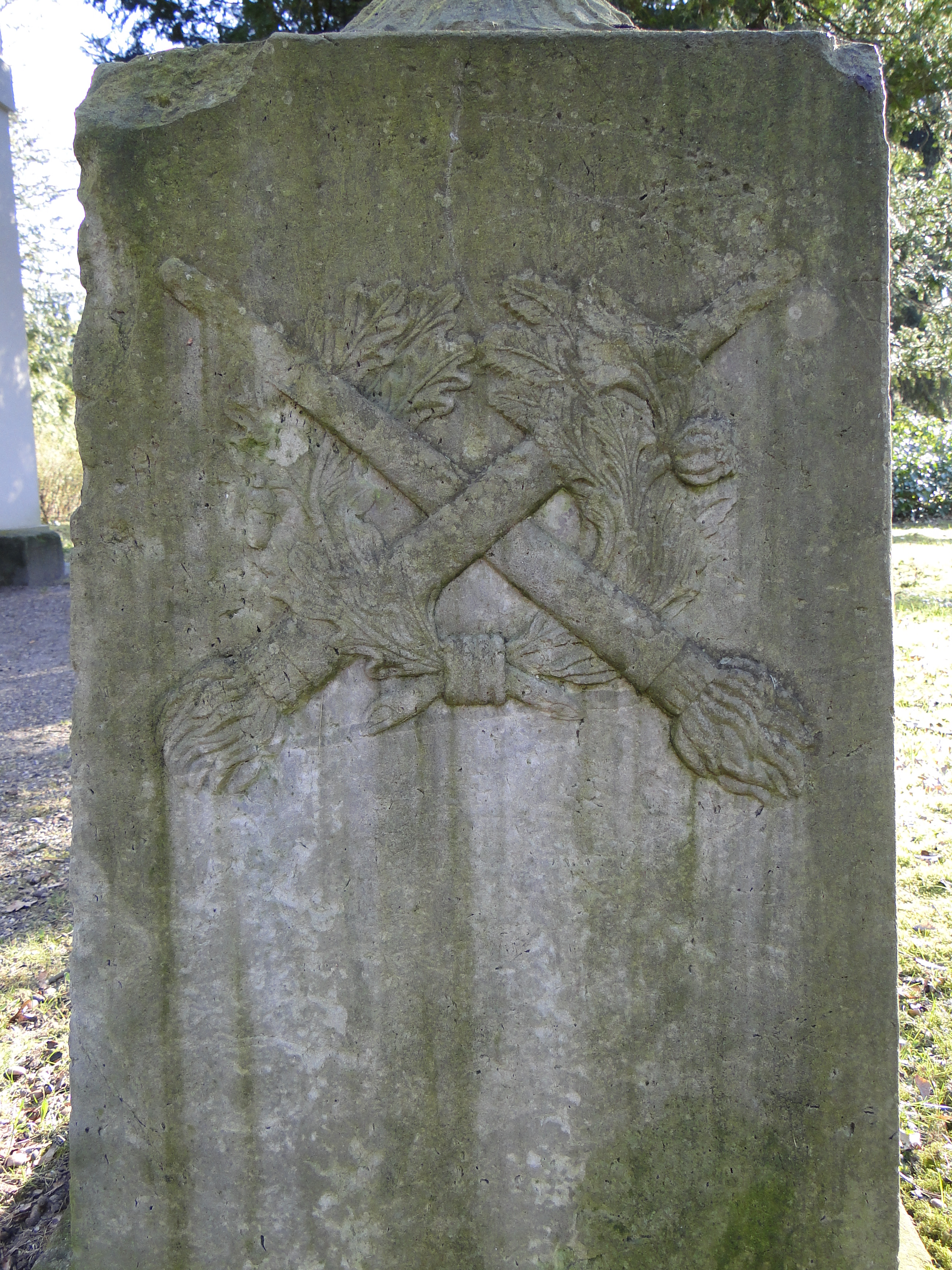
Zeichen der Johannisloge (2013)

Johann Christian Koppe (* 3. August 1757 in Rostock; † 8. November 1827 in Parchim) war ein deutscher Jurist und Universitätsbibliothekar.

## Leben
Koppe war Sohn des Rostocker Buchhändlers und Verlegers (Koppensche Buchhandlung) Johann Christian (Sigismund) Koppe (1714–1793). Er studierte Rechtswissenschaften an der Universität Rostock und 1777–1779 an der Universität Göttingen. 1779 begann er seine berufliche Laufbahn als Präses beim Kämmerei-Gericht in Rostock und wurde 1782 als Advokat bei allen Rostocker Gerichten zugelassen. Von 1784 bis 1789 war Koppen Sekretär der Universität Rostock. 1786 wurde er an der Universität Bützow zum Dr. jur. promoviert. Ab 1789 wurde Koppe Zweiter Universitätsbibliothekar in Rostock und gleichzeitig Privatdozent der Universität. Er nahm 1821 aus Gesundheitsgründen den Abschied. 
Seinen Lebensabend verbrachte er zunächst in Goldberg. Dort beschäftigte er sich auch mit dem Kloster Dobbertin seit seiner Gründung bis zur 600-Jahr-Feier am Benedikttage 1822. Am 23. Oktober 1826 zog Koppe nach Parchim. Was der Grund sein mag, ist nicht bekannt. Als juristischer Schriftsteller hatte er in Rostock die allerbesten Bedingungen für seine Forschungsarbeiten gehabt. Doch in Parchim wurde 1818 auch der Höchste Gerichtshof eröffnet. Erster Oberappellationsrat war dort Christian von Nettelbladt. Als erster Logenmeister gründete er 1818 in Parchim die Freimaurerloge, die Johannisloge Friderica Ludovica zur Treue, deren Mitglied Johann Christian Koppe war. Das Zeichen der Freimaurerloge befindet sich auch am Sockel seines Grabsteines.
Besonders wertvoll für die Familiengeschichtsforschung sind seine zahlreichen Nachrufe, in Parchim zum Genealogen Friedrich Johann Christoph Cleemann und zum Prof. Wehnert.
Koppe starb am 8. November 1827 in Parchim und wurde dort auf dem Alten Friedhof, der zu einer Parkanlage umgestaltet wurde, begraben. Nach einer Anzeige in der Parchimschen Zeitung vom 13. November 1827 hinterließ der Verstorbene neben seiner Witwe und den Kindern noch einen Schwiegersohn. Die Anzeige lautet: Am 8ten d. M., Morgens 9 Uhr, endete unerwartet ein Nervenschlag das Leben unseres geliebten Gatten, Vaters und Schwiegervaters, des wieland Doctors Johann Christian Koppe, vormaligen Universitäts-Bibliothekars und des Großherzoglichen Prokonotaits zu Rostock, - nachdem er seit dem 3ten August d. J. sein siebzigstes Lebens:Jahr erreicht hatte. Diese Anzeige widmen allen Verwandten und Freunden des Verstorbenen die hinterbliebene Witwe, Kinder und Schwiegersohn. Parchim, den 10ten Novbr. 1827. Auf dem Sockel des Grabsteins ist die Inschrift nur noch schlecht erkennbar: DEM BRAVEN GATTEN UND VATER DIE SEINEN Dr. Johann Christian Koppe, geb. zu Rostock am Aug. 1757, gest. zu Parchim am Novbr. 1827. Auf einer Seite ist das Zeichen der Freimaurer zu erkennen.

## Mitgliedschaften
- Ehrenmitglied der Deutschen Gesellschaft in Helmstedt (1790)
- Gelehrte Gesellschaft zum Nutzen der Wissenschaften und Künste in Frankfurt (Oder)

## Schriften und Herausgeberschaften
- [als Herausgeber:] Der Unterhalter an der Warne. Zeitschrift. 1786
- Versuch einer Kritik über die Ilgenersche Gesellschaft. 1779 (anonym erschienen)
- Abhandlungen über die Vorstellungen der Herzoglich Mecklenburg-Strelitzschen Schauspiel-Gesellschaft. 1780
- Sonntags-Leben in Doberan. 1806
- Aus Scherz kann Ernst werden. Ein Lustspiel in Einem Aufzuge. 1780 (Digitalisat)
- Jetzt lebendes gelehrtes Mecklenburg, 1783/84 (Digitalisat des Exemplars der New York Public Library im Internet Archive)
  - 1. Teil (Digitalisat des Göttinger Digitalisierungszentrums)
  - 2. Teil (Digitalisat des Göttinger Digitalisierungszentrums)
  - 3. Teil (Digitalisat des Göttinger Digitalisierungszentrums)
- Rostock’sche Monatsschrift. 1791
- Lexikon der jetzt in Deutschland lebenden juristischen Schriftsteller. 1793
- Wissenschaftliches Jahrbuch der Herzogthümer Mecklenburg nebst einem Intelligenzblatt. 1808
- Mecklenburgs Schriftsteller von den ältesten Zeiten bis jetzt. 1816
- D. Adolf Dieterich Weber, wayl. Großherzogl. Mecklenb. Schwer. Vice-Director des Consistoriums. Rostock 1818. urn:nbn:de:gbv:9-g-4881071 (Digitalisat in der Digitalen Bibliothek Mecklenburg-Vorpommern)
- Handbuch der deutschen Literatur seit der Mitte des 18. Jahrhunderts. 1823